# B46核彈
B46核彈(或稱Mk-46)是美國的一種高當量熱核武器，它於1950年代後期設計和試驗。它從未正式部署。雖然最初B46打算成為一個生產設計(會生產，使用的型號)，但它只是作為B-53的中段樣板和數次試驗後便終止了。這些樣板被稱為TX-46元件(測試/試驗型號)。
B46設計約重8,120磅(3,680 kg)，直徑為37英寸(94 cm)。預期爆炸當量為900萬噸。
B46的設計歷史實際上是源自更舊，更大的Mark 21核彈設計，Mark 21核彈設計是白蝦(Shrimp)設計的衍生型號，而白蝦是美國在Castle Bravo試驗中進行的第一枚固體燃料熱核武器試驗。
B46在1958年第一次硬餅乾行動中進行試驗，初級裂變(參見泰勒-烏拉姆構型)在第一次硬餅乾行動-Butternut中進行了自身測試，爆炸當量估計為8.1萬噸，在Yellowwood和fizzled中完整武器爆炸當量僅為33萬噸，在Oak中再次進行試驗，當量為完整的890萬噸。
B46設計概念也於1959年帶入至一種新的武器設計當中，是為TX-53，它是B53核彈的重製版和W53核彈頭。50枚B53核彈在1997至2011年間處於非現役庫存中，期間沒有一枚處於在役部署。
1955年末，有人考慮以TX-46空爆炸彈的物理包(英語: physics package，是指炸彈外殼內的核爆炸組件)作為美國空軍Snark洲際巡航導彈的彈頭。XW-46/PGM-11紅石導彈在1958年4月被取消，取而代之的是W53/泰坦2號運載火箭組合。

## 外部連結
- B53 design and design history including B46 at [nuclearweaponarchive.org]
- Allbombs.html list of all US nuclear weapon designs at [nuclearweaponarchive.org]